# Свиноройка
Свиноройка — деревня в Сычёвском районе Смоленской области России. Входит в состав Вараксинского сельского поселения. Население — 22 жителя (2007 год). 
Расположена в северо-восточной части области в 8 км к северо-западу от Сычёвки, в 10 км западнее автодороги Р134 «Старая Смоленская дорога» Смоленск — Дорогобуж — Вязьма — Зубцов, на берегу реки Яблоня. В 5 км северо-восточнее деревни расположена железнодорожная станция Помельница на линии Вязьма — Ржев. 

## История
В годы Великой Отечественной войны деревня была оккупирована гитлеровскими войсками в октябре 1941 года, освобождена в марте 1943 года.
20 мая 1943 года в окрестностях деревни Свиноройка путём слияния двух отдельных стрелковых бригад (64-й (II ф) и 112-й)  была сформирована  192-я стрелковая дивизия второго формирования.